# Torpeda superkawitacyjna

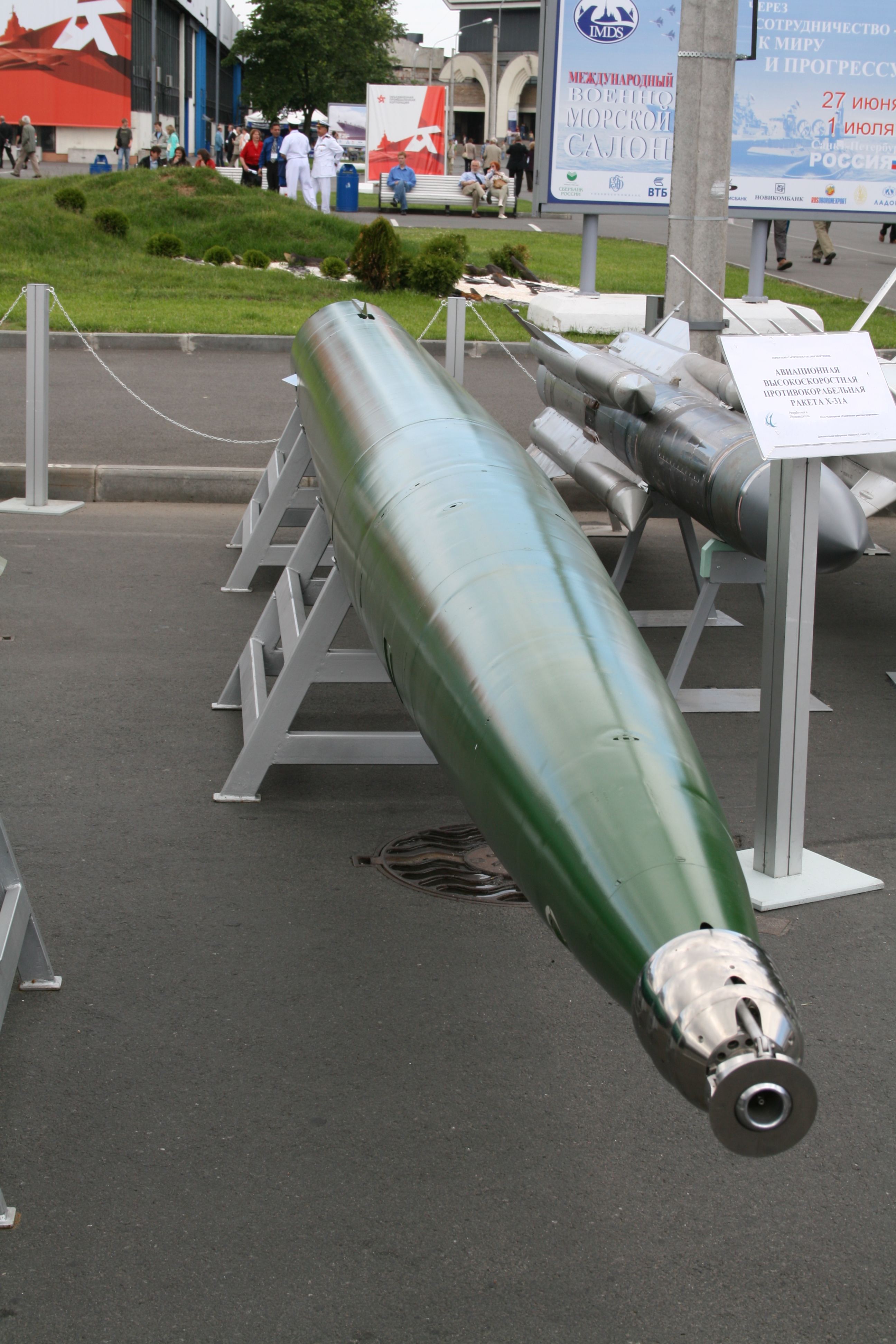
Torpeda Szkwał-E (wersja eksportowa)

Torpeda superkawitacyjna – typ torpedy wykorzystujący zjawisko superkawitacji do osiągania bardzo dużych prędkości. Może być wykorzystywana ofensywnie – do zatapiania wrogich jednostek, lub defensywnie – do niszczenia pocisków zagrażających danej jednostce.
Prace nad torpedami zostały rozpoczęte w latach 60. w ZSRR, a w USA od 1997 roku.
Pocisk porusza się w bąblu gazowym, dzięki czemu nie napotyka oporu lepkościowego wody i może rozpędzić się do prędkości nawet 200 węzłów (370 km/h). Dotychczas torpedy mogły osiągać maksymalnie prędkość 80 węzłów. Torpeda superkawitacyjna ma zasięg ok. 8 km, a więc znacznie mniejszy od tradycyjnych.
W rosyjskich torpedach superkawitacyjnych są wykorzystywane silniki rakietowe, natomiast napęd amerykańskich i niemieckich pocisków jest nadal tajemnicą. Jedynymi wprowadzonymi dotąd do służby torpedami superkawitacyjnymi są rosyjskie torpedy WA-111 Szkwał. Marynarka wojenna USA zapowiada, że torpedy superkawitacyjne mają być na wyposażeniu okrętów amerykańskich prawdopodobnie nie wcześniej niż za 15 lat.
Prototypy torped superkawitacyjnych posiadają kraje:
- Niemcy – Superkavitierender Unterwasserlaufkörper firmy Diehl BGT Defence GmbH & Co
- USA – Supercavitating High-Speed Body,
- Rosja – WA-111 Szkwał.

Minusem takich torped jest jej wyjątkowo głośna praca oraz brak (lub utrudniona) możliwości manewrów i naprowadzania. Dźwięk wynika nie ze sposobu napędu, tylko z samego zjawiska kawitacji. Po użyciu torpedy superkawitacyjnej bardzo łatwo może zostać zlokalizowane miejsce wystrzelenia. Jednostka podwodna zostanie wtedy namierzona i istnieje duże zagrożenie jej zniszczenia. Czyni to tego typu torpedę raczej systemem defensywnym, niż ofensywnym. Pierwotnie torpedy superkawitacyjne miały być używane po wystrzeleniu przez jednostkę przeciwnika torpedy klasycznej. W torpedach klasycznych stosowane jest początkowo sterowanie przewodowe przez załogę okrętu, a potem (po uchwyceniu celu przez urządzenia naprowadzające torpedy) samonaprowadzanie. Torpeda superkawitacyjna miała być wystrzeliwana zaraz po usłyszeniu dźwięku wystrzelonej torpedy (lub torped) w stronę, z której wystrzelono torpedy. Zakładano, że załoga takiego okrętu słysząc dźwięk błyskawicznie zbliżającej się torpedy superkawitacyjnej będzie musiała gwałtownie zmienić głębokość i położenie okrętu, aby zejść z jej trasy. W przypadku takich gwałtownych manewrów doszłoby do zerwania przewodów sterujących torped klasycznych, zanim ich urządzenia naprowadzające uchwyciły atakowany okręt. Od roku 2000 trwają prace nad wyposażeniem torped superkawitacyjnych w możliwość sterowania, aby stały się one skuteczną bronią ofensywną.
Wśród systemów obronnych zdolnych do zwalczania tego typu torped wskazać należy przede wszystkim wprowadzanie od 2005 roku na uzbrojenie jednostek floty, działających w oparciu o amunicję superkawitacyjną, systemów zwalczania niewielkich celów podwodnych RAMCS.
Rosyjski okręt podwodny "Kursk", który zatonął w 2000 roku, miał na pokładzie torpedy superkawitacyjne typu Szkwał. Jedną z możliwych przyczyn zatonięcia okrętu mógł być wybuch takiej torpedy.